# Горєва Єлизавета Миколаївна
Єлизавета Миколаївна Горєва (1859 — (5) 18 липня 1917) — російська драматична актриса.

## Біографія
У 15 років (1874 рік) дебютувала на сцені. Грала в багатьох провінційних антрепризах.
У 1880 році в Вільно вперше зіграла Марію Стюарт в однойменній п'єсі Ф. Шиллера, що стала її коронною роллю.
Горєва з успіхом працювала в Берліні і Лецпцизі (1886 рік), де грала російською, з німецькими артистами, «Адрієн Лекуврер», «Марію Стюарт» і «Даму з камеліями».
У 1889 році в Москві створила Театр Горєвої, куди як керівника запросили П. Д. Боборикіна, втім, скоро віддалився від цієї справи. Власного приміщення у театру не було, і орендували будинок купця Г. М. Ліанозова за адресою: Камергерский провулок № 3 (на цьому місці пізніше розмістилося будівлю МХТ). У її театрі грали М. В. Дальський, М. М. Петіпа (син знаменитого М. І. Петіпа), Н. П. Рощин-Інсаров, Е. П. Корчагіна-Александровська, Н. П. Анненкова-Бернар, Л. І. Градов-Соколов, В. А. Сашин, Н. П. Россов, Н. Н. Синельников і ін. В деяких виставах брав участь її чоловік, артист Імператорських театрів Ф. П. Горєв.
15 січня 1891 року на сцені Театру Горєвої відбувся дебют оперного виконавця Л. В. Собінова.

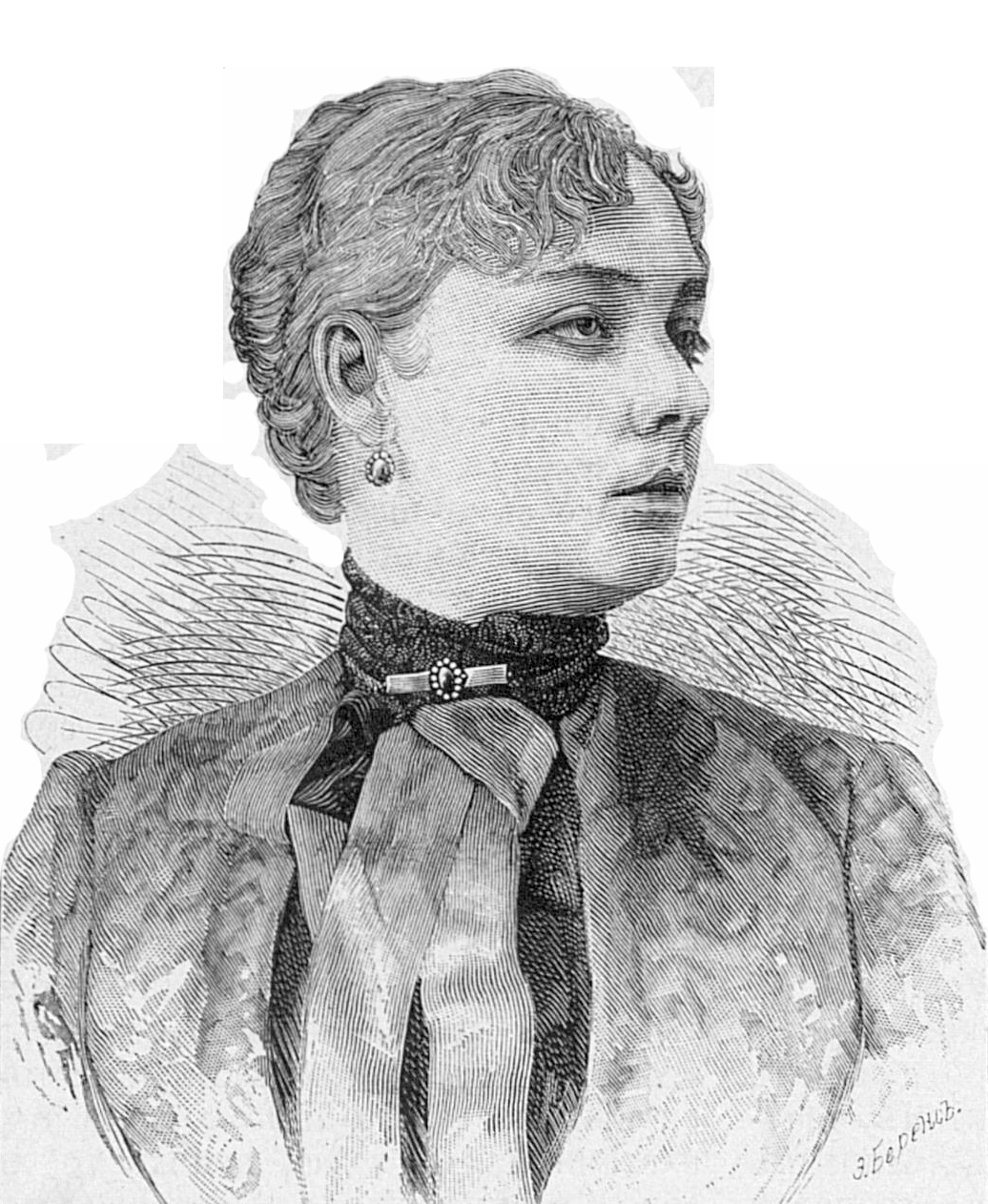
Е. Н. Горева, 1885 рік

Театр проіснував два роки (1889—1891), хоча успіх постановок був безсумнівний, але матеріально театр себе не окупав. Після закриття театру Горєва повернулася на провінційні сцени.
«Спроби потрапити на Імператорської сцену не увінчалися успіхом, незважаючи на три вдалих дебюти» — зазначає видання «Інтерес»; тільки у 1895 році була прийнята за височайшим повелінням на Александрівську сцену, але виступала на ній тільки рік.
У 1904 році грала в гастрольній трупи П. Н. Орленєва.

## Ролі
- Марія Стюарт («Марія Стюарт» Ф. Шиллера)
- Медея (в драмі О. С. Суворіна і В. П. Буреніна)
- Жанна д'Арк («Орлеанська діва» Ф. Шиллера)
- Адріена Лекуврер (п'єса Е. Скриба),
- Сестра Тереза, Іоанна («Божевілля від любові» Томайо-і-Бауса)
- Софія («Правителька Софія»)
- Маргарита Готьє («Дама з камеліями»  А. Дюма-сина) та інші.